# Кімберлі МакКрейт
Кімберлі МакКрейт — американська письменниця. Її дебютний роман «Реконструюючи Амелію» став бестселером New York Times і був номінований на премії Едгар, Ентоні та Алекс. Його також було названо улюбленою книжкою року за версією Entertainment Weekly. Роман «Реконструюючи Амелію» відібрали для екранізації компанії HBO та Blossom Films.
Другий роман Маккрейт для дорослих, «Де її знайшли», став бестселером USA Today і найкращим детективом року Kirkus. Її третій роман «Чудове подружжя» було названо найкращою книжкою літа за версією New York Times, People і Publishers Weekly. Він також був найкращим детективом місяця на Amazon. Компанія Amazon екранізує «Чудове подружжя» для телебачення. «Друзі, як вони» — четвертий роман МакКрейт для дорослих. Good Morning America Buzz Pick і Amazon назвали його найкращою книгою місяця. Його екранізує компанія Amblin Television.
МакКрейт також є авторкою бестселера The New York Times, молодіжної трилогії «Аутсайдери» («Аутсайдери», «Розсіяння» і «Зіткнення»), яку відібрала для екранізації компанія Lionsgate.

## Життєпис
МакКрейт навчалася у коледжі Вассар і з відзнакою закінчила юридичний факультет Університету Пенсильванії. Перш ніж стати письменницею, вона багато років працювала юристкою, зокрема в компаніях Paul, Weiss, Rifkind, Wharton & Garrison. Має двох дочок і живе в Брукліні, Нью-Йорк.

### Трилогія «Аутсайдери».
1. Аутсайдери /The Outliers (2016, HarperCollins)[11][12] [13] [14] [15] [16]
2. Розсіяння /The Scattering (2017, HarperCollins)
3. Зіткнення /The Collide (2018, HarperCollins)

### Оповідання
- «Кімната Клари: Оповідання у жанрі флеш-фікшн» (2013, Simon & Schuster UK, Reflections Literary Journal Volume VI)
- «Над Невою», The Antietam Review
- «Café Idiot», Oxford Magazine, Том XVII

## Переклади українською
2023 року у видавництві «Віват» вийшов український переклад роману «Чудове подружжя». Перекладачка — Олена Оксенич.

## Зовнішні посилання
- Офіційний сайт
- 'Mommies Don't Drink' (Anymore) at the New York Times
- 'Share and share alike? at the Sunday Times Style Magazine